# Xanthomelaena
Xanthomelaena és un gènere d'arnes de la família Crambidae. Conté només una espècie, Xanthomelaena schematias, que es troba a Borneo.